# مارتن غيندرون
مارتن غيندرون هو لاعب هوكي الجليد كندي، ولد في 15 فبراير 1974 في سالبيري دي فاليفيلد في كندا.

## وصلات خارجية
- مارتن غيندرون على موقع دوري الهوكي الوطني (الإنجليزية)
- مارتن غيندرون على موقع قاعة مشاهير الهوكي (لاعب أن.إتش.أل) (الإنجليزية)
- مارتن غيندرون على موقع EliteProspects.com (الإنجليزية)
- مارتن غيندرون على موقع HockeyDB.com (الإنجليزية)
- مارتن غيندرون على موقع Hockey-Reference.com (الإنجليزية)